# Zhang Jie (judoczka)
Zhang Jie (ur. 4 lutego 1987) – chińska judoczka.
Startowała w Pucharze Świata w latach 2009-2012. Wygrała uniwersjadę w 2009 i trzecia w 2011. Złota medalistka igrzysk Wschodniej Azji w 2013 roku.